# Dakshin Dinajpur (huyện)
Huyện Dakshin Dinajpur là một huyện thuộc bang West Bengal, Ấn Độ. Thủ phủ huyện Dakshin Dinajpur đóng ở Balurghat. Huyện Dakshin Dinajpur có diện tích 2183 ki lô mét vuông. Đến thời điểm năm 2001, huyện Dakshin Dinajpur có dân số 1502647 người.